# Oxfordshire and Buckinghamshire (circonscription du Parlement européen)
Avant l’adoption uniforme de la représentation proportionnelle en 1999, le Royaume-Uni utilisait le système uninominal à un tour pour les élections européennes en Angleterre, en Écosse et au pays de Galles. Les conscriptions du Parlement européen utilisées dans ce système étaient plus petites que les circonscriptions régionales les plus récentes et ne comptaient chacune qu'un seul membre au Parlement européen.
La circonscription de Oxfordshire and Buckinghamshire en faisait partie.
Il se composait des circonscriptions parlementaires du Parlement de Westminster de Aylesbury, Beaconsfield, Buckingham, Chesham and Amersham, Henley, Oxford East, Oxford West and Abingdon et Wycombe.